# Olof Nilsson Wikström
Olof Nilsson Wikström, Fågel-Ola, född 20 september 1855 i Haverö socken, Västernorrlands län, var en svensk amatörorgelbyggare och bonde i Haverö.

## Biografi
Olof Nilsson Wikström lärde sig troligen orgelbyggeri i samband med att orgelbyggaren Johan Gustaf Ek 1871 byggde orgeln i Haverö kyrka. 1892 flyttade han med familjen till Nord Amerika.

### Familj
Olof Nilsson Wikström var gift sedan 25 mars 1881 med Ingrid Nilsdotter, född 26 augusti 1854 i Åsarne socken, död 1 november 1889 i Haverö socken. De hade fyra barn.

## Lista över orglar
- 1881 - Robertsfors kapell (en mindre orgel).
- ca 1881 - En hemmaorgel, finns bevarad hos kantor Sven von Knorring i Fläckebo.